# Wirksworth
Wirksworth è un paese di 9 000 abitanti della contea del Derbyshire, in Inghilterra.